# Павел Вюртембергский
Герцог Павел (Пауль) Карл Фридрих Август Вюртембергский (19 января 1785 — 16 апреля 1852) — принц Вюртемберга, дед короля Вильгельма II Вюртембергского. В эпоху наполеоновских войн был военачальником на российской службе, имел звание генерал-майора.

## Биография
Был вторым сыном первого короля Вюртемберга Фридриха I и Августы Брауншвейг-Вольфенбюттельской. Родился 19 января 1785 года в Санкт-Петербурге; его отец, в то время ещё не бывший правителем Вюртемберга, состоял в чине генерал-поручика на российской службе и был генерал-губернатором Финляндии. Родители Пауля развелись вскоре после его рождения, при этом его мать никогда более не вернулась в Вюртемберг и до конца жизни прожила в Российской империи.
Военную службу начал проходить в войсках своего отца. С 1806 по 1808 год служил в королевской армии Пруссии и участвовал в сражениях против войск Наполеона Бонапарта, делая это против воли своего отца. В 1808 году Пауль прибыл в Вюртемберг и помирился с отцом, однако в 1812 году отказался участвовать в походе Наполеона в Россию. По словам графа Ф. Ростопчина : 

 второй сын короля Вюртембергского был рыжий как Иуда, с большим умом и большими сведениями, но столь испорченный, что отец не один раз запирал его в крепости, и наконец, хотел прогнать его сквозь строй, но, по просьбе двух императоров, простил его, на том условие, чтобы ноги его не было больше в Вюртемберге.
16 декабря 1813 года поступил на службу к российскому императору Александру I и в звании генерал-майора российской армии участвовал в Освободительной войне; его адъютантом был капитан Вицлебен. В 1814 году командовал ангальт-тюрингской бригадой, входившей в состав 3-го германского корпуса, получил звание генерал-лейтенанта российской армии. С 1814 по 1816 год командовал 14-й пехотной дивизией российской армии, после чего вышел в отставку и вернулся в Вюртемберг.
С 1813 года отношения Пауля с его братом, ставшим королём после смерти их отца в 1816 году, Вильгельмом I Вюртембергским, были очень напряжёнными. С 1817 по 1819 год Пауль участвовал в конституционной борьбе в государстве и был противником Вюртембергского дома и законов, регулирующих вопросы апанажа. Со своей стороны он подал апелляцию в бундестаг во Франкфурте, но безуспешно. Будучи представителем правящей династии, был депутатом верхней палаты Вюртембергского ландтага, в заседаниях которой участвовал с 1822 по 1847 год. С 1841 по 1843 год он неоднократно подавал в ландштадты жалобы на короля.
С 1817 года до своей смерти в 1852 году жил в Париже, переехав оттуда из Штутгарта, где оставил жену и двоих детей. Там он вёл относительно скромный образ жизни, однако часто проводил время в кампании французских интеллектуалов, в том числе Жоржа Кювье. В Париже у него родилось двое внебрачных детей (при этом известно, что первая любовница, родившая от него внебрачную дочь, была у него ещё до первой женитьбы). Есть сведения, что он получил приказ от своей семьи возвратиться в Вюртемберг и прекратить разгульный образ жизни, но отказался. В 1847 году умерла его жена, после чего он переехал в Великобританию со своей давней любовницей Магдаленой Фаустой Анжелой де Крё, на которой женился 26 апреля 1848 года в Суссексе и в браке с которой родилась дочь.
За несколько месяцев до своей смерти перешёл в католичество. Скончался в Париже в возрасте 67 лет 16 апреля 1852 года. Его могила находится в католической части свода в Замковой церкви Людвигсбурга.

## Семья
В 1805 году женился на Шарлотте Саксен-Гильдбурггаузенской (1787—1847). Дети:
- Фредерика (Елена Павловна) (1807—1873), супруга русского великого князя Михаила Павловича;
- Фридрих (1808—1870), отец короля Вильгельма II;
- Паулина (1810—1856), вышла замуж за Вильгельма, герцога Нассау;
- Август (1813—1885), немецкий военачальник.

Внебрачная дочь герцога Павла, Каролина фон Роттенбург (1805—1872), в 1836 году стала женой баварского барона Карла Максимилиана фон Пфеффеля (1811—1890; шурин Ф. И. Тютчева). В браке родилось трое детей: две дочери и сын. Потомок этого союза (в 5-м поколении) — британский премьер-министр Борис Джонсон.